# Пескантина
Пескантина (итал. Pescantina) је насеље у Италији у округу Верона, региону Венето.
Према процени из 2011. у насељу је живело 11743 становника. Насеље се налази на надморској висини од 92 м.

## Становништво
Према резултатима пописа становништва 2011. у општини је живело 16.326 становника.
| 1931. | 1936. | 1951. | 1961. | 1971. | 1981. | 1991. | 2001.  | 2011.  |
| ----- | ----- | ----- | ----- | ----- | ----- | ----- | ------ | ------ |
| 5.900 | 6.190 | 6.896 | 7.199 | 7.711 | 8.900 | 9.777 | 12.414 | 16.326 |

## Партнерски градови
- Сједлице